# Gilberto (angolski piłkarz)
Gilberto, właśc. Deivi Miguel Vieira (ur. 10 marca 2001 w Luandzie) – angolski piłkarz grający na pozycji pomocnika w klubie Atlético Petróleos de Luanda oraz reprezentacji Angoli.

## Kariera
Jest wychowankiem klubu Real Sambila. W 2020 został zawodnikiem Recreativo Libolo. 27 lipca 2022 podpisał kontrakt z Atlético Petróleos de Luanda. W sezonie 2022/23 wygrał z klubem Mistrzostwo Angoli oraz Puchar Angoli. 
W reprezentacji Angoli zadebiutował 28 sierpnia 2022 w starciu z Południową Afryką. Pierwszego gola w kadrze zdobył 4 września 2022 również przeciwko RPA. Został powołany na Puchar Narodów Afryki 2023, gdzie zdobył bramkę w meczu z Mauretanią i dotarł z drużyną do ćwierćfinału.